# Leonhard Mamlock
Leonhard Mamlock (* 24. März 1878 in Berlin; † 25. August 1923 in Norderney) war ein deutscher Chemiker.
Mamlock studierte Naturwissenschaften und besonders Chemie an der Universität Berlin und wurde 1901 promoviert (Über alkylierte Hydroxylamine, 1901).
Mamlock war Chemiker in den 1900 gegründeten Vereinigten Chemischen Werken AG in Berlin-Charlottenburg.
1900 beschrieb er mit Richard Wolffenstein erstmals die Cope-Eliminierung.
Er war einer der Autoren des Artikels Chemische Atomistik in der Enzyklopädie der mathematischen Wissenschaften.
Leonhard Mamlock starb im Sommer 1923 an den Folgen einer Lungenentzündung in Norderney.

## Schriften
- Stereochemie: Die Lehre von der räumlichen Anordnung der Atome im Molekül- Leipzig 1907, Archive
- mit Friedrich Willy Hinrichsen, Eduard Study: Chemische Atomistik. Enzyklopädie der mathematischen Wissenschaften 1906